# Michalis Kosidis
Michalis Kosidis (Grieks: Μιχάλης Κοσίδης) (Thessaloniki, 9 februari 2002) is een Griekse voetballer die doorgaans als centrumspits speelt.

## Carrière
Kosidis maakte in 2017 de overstap van Iraklis uit zijn geboortestad Thessaloniki naar de jeugdopleiding van AEK Athene. Op 2 februari 2021 tekende de getalenteerde aanvaller er een vijfjarig profcontract. Zijn competitiedebuut in de Super League maakte hij op 21 maart 2021 tijdens een met 3-1 verloren uitwedstrijd bij PAOK Saloniki, als invaller voor Nenad Krstičić. Op 20 oktober 2022 scoorde hij zijn eerste officiële doelpunt namens AEK tijdens een thuiswedstrijd voor de Griekse voetbalbeker tegen PAS Giannina (2-0).
Begin augustus 2023 werd Kosidis door AEK voor de duur van een seizoen uitgeleend aan VVV-Venlo. Op 25 augustus 2023 scoorde de Griekse spits in een thuiswedstrijd tegen Jong FC Utrecht (4-1) het 3500e competitiedoelpunt van VVV in het betaald voetbal. Na afloop van het seizoen keerde de huurling, die samen met Levi Smans gedeeld clubtopscorer werd met negen goals, weer terug naar Griekenland. Het daaropvolgende seizoen werd hij opnieuw voor een seizoen verhuurd, ditmaal aan Puszcza Niepołomice dat tevens een optie tot koop bedong.

## Statistieken

### Beloften
| Seizoen                            | Club            | Competitie      | Competitie | Competitie | Overige | Overige | Totaal | Totaal |
| Seizoen                            | Club            | Competitie      | Wed.       | Dlp.       | Wed.    | Dlp.    | Wed.   | Dlp.   |
| ---------------------------------- | --------------- | --------------- | ---------- | ---------- | ------- | ------- | ------ | ------ |
| 2021/22                            | AEK Athene B    | Super League 2  | 22         | 4          | —       | —       | 22     | 4      |
| 2022/23                            | AEK Athene B    | Super League 2  | 9          | 4          | —       | —       | 9      | 4      |
| Totaal beloften                    | Totaal beloften | Totaal beloften | 31         | 8          | 0       | 0       | 31     | 8      |
| Bijgewerkt tot en met 31 juli 2023 |                 |                 |            |            |         |         |        |        |

### Senioren
| Seizoen                                | Club             | Competitie      | Competitie | Competitie | Beker | Beker | Europa1 | Europa1 | Overig2 | Overig2 | Totaal | Totaal |
| Seizoen                                | Club             | Competitie      | Wed.       | Dlp.       | Wed.  | Dlp.  | Wed.    | Dlp.    | Wed.    | Dlp.    | Wed.   | Dlp.   |
| -------------------------------------- | ---------------- | --------------- | ---------- | ---------- | ----- | ----- | ------- | ------- | ------- | ------- | ------ | ------ |
| 2020/21                                | AEK Athene       | Super League    | 6          | 0          | 1     | 0     | —       | —       | —       | —       | 7      | 0      |
| 2021/22                                | AEK Athene       | Super League    | 2          | 0          | 1     | 0     | 0       | 0       | —       | —       | 3      | 0      |
| 2022/23                                | AEK Athene       | Super League    | 2          | 0          | 3     | 1     | —       | —       | —       | —       | 5      | 1      |
| 2023/24                                | → VVV-Venlo      | Eerste divisie  | 34         | 9          | 1     | 0     | —       | —       | —       | —       | 35     | 9      |
| 2024/25                                | → P. Niepołomice | Ekstraklasa     | 17         | 6          | 3     | 1     | —       | —       | —       | —       | 20     | 7      |
| Totaal senioren                        | Totaal senioren  | Totaal senioren | 61         | 15         | 9     | 2     | 0       | 0       | 0       | 0       | 70     | 17     |
| Carrièretotaal                         | Carrièretotaal   | Carrièretotaal  | 92         | 23         | 9     | 2     | 0       | 0       | 0       | 0       | 101    | 25     |
| Bijgewerkt tot en met 26 december 2024 |                  |                 |            |            |       |       |         |         |         |         |        |        |

## Erelijst
AEK Athene
- Kampioen van Griekenland: 2023
- Beker van Griekenland: 2023

## Interlandcarrière

### Griekenland onder 21
In 2022 werd Kosidis door bondscoach Giorgos Simos voor het eerst opgeroepen voor Griekenland O21. Tijdens zijn debuut op 25 maart 2022 scoorde hij meteen een doelpunt in een vriendschappelijke interland tegen Liechtenstein O21.
| Interlands van Michalis Kosidis | Interlands van Michalis Kosidis | Interlands van Michalis Kosidis | Interlands van Michalis Kosidis | Interlands van Michalis Kosidis | Interlands van Michalis Kosidis |
| №                               | Datum                           | Wedstrijd                       | Uitslag                         | Soort Wedstrijd                 | Doelpunten                      |
| Als speler bij AEK Athene       | Als speler bij AEK Athene       | Als speler bij AEK Athene       | Als speler bij AEK Athene       | Als speler bij AEK Athene       | Als speler bij AEK Athene       |
| ------------------------------- | ------------------------------- | ------------------------------- | ------------------------------- | ------------------------------- | ------------------------------- |
| 1.                              | 25 maart 2022                   | Griekenland – Liechtenstein     | 4 – 0                           | EK-kwalificatie                 | 1                               |
| 2.                              | 6 juni 2022                     | Cyprus – Griekenland            | 3 – 0                           | EK-kwalificatie                 | 0                               |
| 3.                              | 11 juni 2022                    | Portugal – Griekenland          | 2 – 1                           | EK-kwalificatie                 | 0                               |
| 4.                              | 23 september 2022               | Polen – Griekenland             | 0 – 2                           | Vriendschappelijk               | 1                               |
| 5.                              | 24 maart 2023                   | Griekenland – Hongarije         | 0 – 1                           | Vriendschappelijk               | 0                               |
| 6.                              | 28 maart 2023                   | Griekenland – Wit-Rusland       | 1 – 1                           | EK-kwalificatie                 | 0                               |
| Als speler bij VVV-Venlo        |                                 |                                 |                                 |                                 |                                 |
| 7.                              | 13 oktober 2023                 | Griekenland – Kroatië           | 2 – 2                           | EK-kwalificatie                 | 0                               |
| 8.                              | 17 oktober 2023                 | Portugal – Griekenland          | 2 – 0                           | EK-kwalificatie                 | 0                               |
| 9.                              | 22 maart 2024                   | Wit-Rusland – Griekenland       | 1 – 0                           | EK-kwalificatie                 | 0                               |
| 10.                             | 26 maart 2024                   | Griekenland – Andorra           | 1 – 0                           | EK-kwalificatie                 | 0                               |